# دی هاویلند لئوپارد موث
دی هاویلند لئوپارد موث (به انگلیسی: De_Havilland_Leopard_Moth) یک هواگرد ملخ‌پیشین تک‌موتوره از نوع Three-seat تک باله ساخت شرکت د هویلند است. هواگرد دی‌اچ. ۵۸ لئوپارد موث نخستین پروازش را در ۲۷ مه ۱۹۳۳ میلادی انجام داد. این هواگرد در سال ۸ ژوئیه ۱۹۳۳ میلادی رسماً معرفی گردید و در سال‌های ۱۹۳۳–۱۹۳۶ تولید شده‌است. در مجموع، تعداد ۱۳۳ فروند از این هواگرد ساخته شده‌است.